# أليكس سميث (لاعب كرة قدم)
خطأ لوا في mw.text.lua على السطر 25: bad argument #1 to 'match' (string expected, got nil).
أليكس سميث (بالإنجليزية: Alex Smith)‏ (و. 1984  م) هو لاعب كرة قدم أمريكية، من الولايات المتحدة، ولد في بريميرتون، واشنطن، يلعب كظهير ربعي.
بعد إصابته بارتجاج في الدماغ خلفه اللاعب كولين كايبرنيك ضمن التشكيلة الرسمية لفريق سان فرانسيسكو 49.

## التعليم
تعلم في Helix High School ‏، وجامعة يوتا.

## وصلات خارجية
- أليكس سميث على موقع إي إس بي إن.كوم (أن.أف.أل)3
- أليكس سميث على موقع مرجع كرة القدم المحترفة.كوم (الإنجليزية)

- أليكس سميث على موقع IMDb (الإنجليزية)
- أليكس سميث على موقع إن إن دي بي (الإنجليزية)